# Sankwia
Sankwia (Schreibvariante: Sankwan) ist eine Ortschaft im westafrikanischen Staat Gambia.
Nach einer Berechnung für das Jahr 2013 leben dort etwa 1982 Einwohner, das Ergebnis der letzten veröffentlichten Volkszählung von 1993 betrug 1515.

## Geographie
Sankwia liegt in der Lower River Region im Distrikt Jarra West, rund 2,4 Kilometer nordöstlich von Soma entfernt.

## Söhne und Töchter des Ortes
- Masaneh Kinteh (* 1968), General